# 大普雷里鎮區 (密蘇里州新馬德里縣)
大普雷里鎮區（英語：Big Prairie Township）是位於美國密蘇里州新馬德里縣的一個行政鎮區。

## 地方資料
大普雷里鎮區的面積為263.69平方千米，當中陸地面積為263.23平方千米，而水域面積為0.46平方千米。根據2020年美國人口普查的數據，當地共有人口3535人，而人口密度為每平方千米13.41人。